# 술라웨시난쟁이다람쥐속
술라웨시난쟁이다람쥐속(Prosciurillus)은 다람쥐과 칼로스키우루스아과에 속하는 설치류 속 분류군이다. 인도네시아 술라웨시섬의 토착종 5종을 포함하고 있다.

## 특징
꼬리 길이 9cm를 제외한 몸길이는 약 15cm이다. 몸은 갈색을 띤다.

## 하위 종
- 남술라웨시나무다람쥐 (P. abstrusus)
- 셀레베스다람쥐 (P. leucomus)
- 셀레베스난쟁이다람쥐 (P. murinus)
- 상이헤다람쥐 (P. rosenbergii)
- 베버난쟁이다람쥐 (P. weberi)